# Ilyushin Il-78

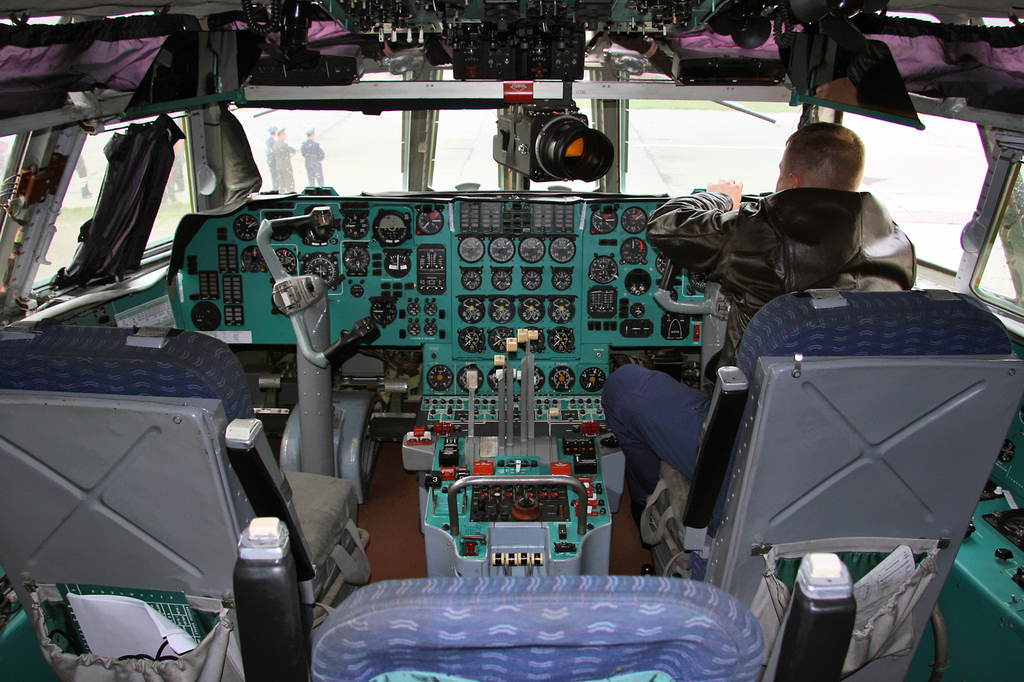
Il cockpit di un Ilyushin Il-78.

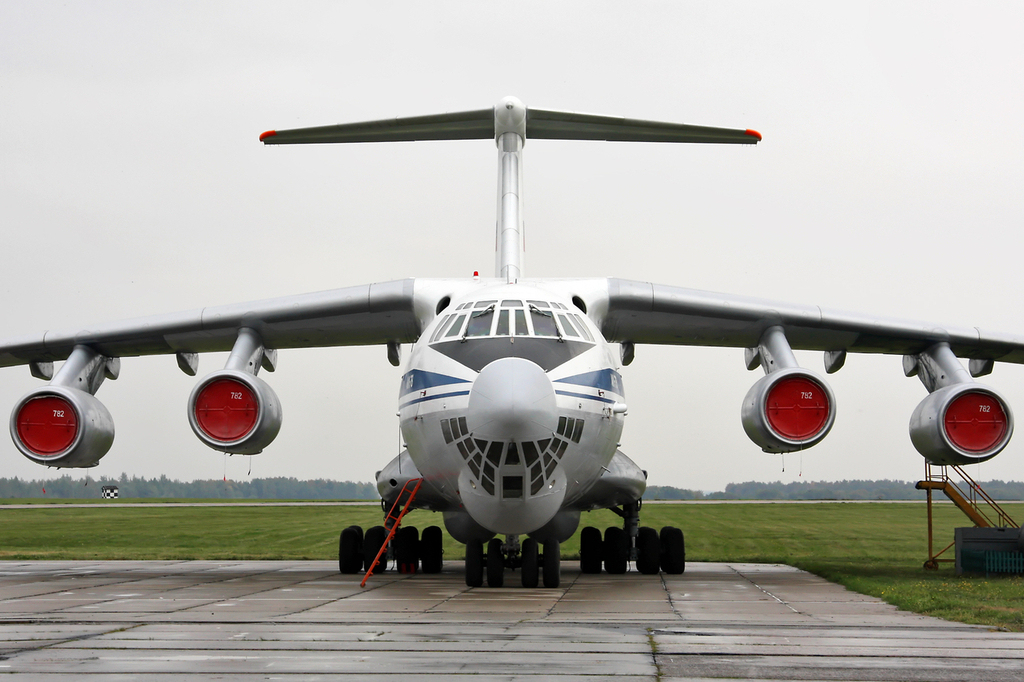
Vista frontale di un Ilyushin Il-78.

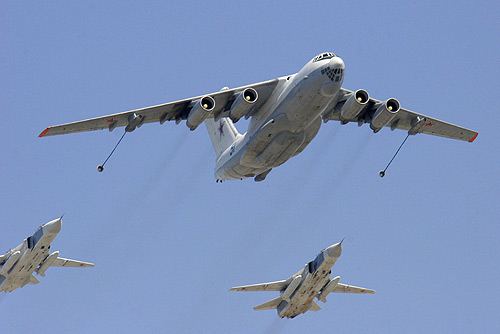
Il-78 della russa Voenno-vozdušnye sily Rossijskoj Federacii.

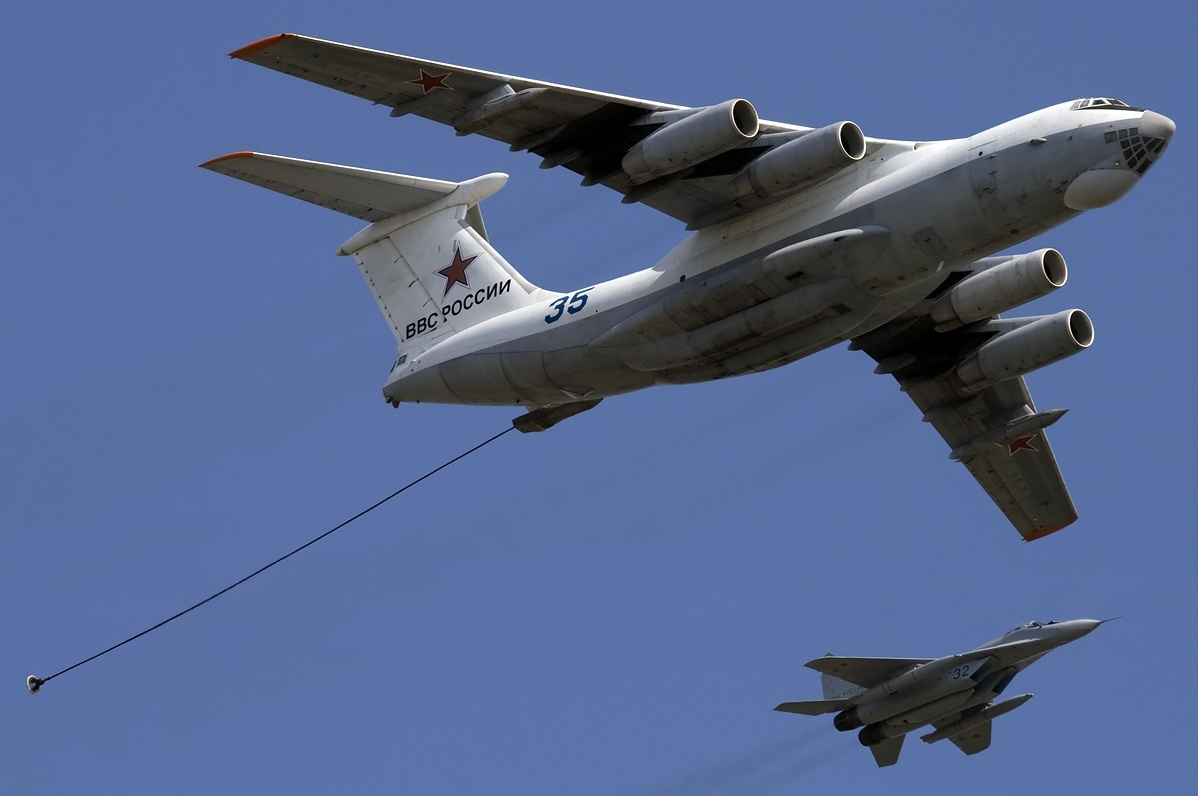
Il-78M della russa Voenno-vozdušnye sily Rossijskoj Federacii.

L'Ilyushin Il-78 (in cirillico: Ил-78, nome in codice NATO Midas) è un'aerocisterna quadrimotore a getto, di fabbricazione sovietica prima e russa poi, progettata dall'OKB-39, entrata in servizio nei primi anni ottanta presso l'aeronautica militare sovietica e basata sull'aereo da trasporto Ilyushin Il-76.
Al 2020, 21 esemplari sono impiegati dalle forze aerospaziali russe nelle versioni Il-78M ed Il-78M2 mentre per una nuova versione, profondamente aggiornata nei sistemi, nell'avionica e nei propulsori, denominata Il-78M-90A è stato siglato un ordine di 10 esemplari.

## Storia

### Sviluppo
Sin dal 1968 nacque l'idea di un Il-76 in versione aerocisterna, ma il combustibile trasferibile per la versione iniziale era solo di 10 tonnellate, il che fu considerato insoddisfacente e il progetto fu accantonato. Quando furono disponibili Il-76 con prestazioni migliorate, il progetto aerocisterna fu riavviato con il nome Il-78 nel 1982.

## Descrizione tecnica
Oltre al carico di combustibile maggiorato degli ultimi modelli di Il-76, l'Il-78 ha due serbatoi rimovibili da 18 230 litri installati nel vano carico, il che porta ad avere un carico trasferibile di 85 720 kg con i serbatoi supplementari e 57 720 kg senza serbatoi aggiuntivi. Il rifornimento in volo, controllato dalla postazione del cannoniere di coda, dalla quale sono state rimosse tutte le dotazioni di armamento, può essere condotto con tre aerei in contemporanea. Vengono utilizzate le sonde di rifornimento tipo UPAZ-1A (Il-78) / UPAZ-1M (Il-78M) poste sull'esterno delle ali e nella parte posteriore della fusoliera. In alternativa, quattro aeromobili possono essere riforniti contemporaneamente a terra, utilizzando tubi carburante che si conservano nell'aerocisterna.
A causa dell'alto peso al decollo, che in un'emergenza costringerebbe ad un atterraggio in condizioni di sovraccarico, eccedendo il peso massimo accettabile, sull'aereo sono state installate delle valvole all'estremità delle ali per scaricare in caso di emergenza il combustibile prima dell'atterraggio.

## Versioni
Il-78
prima versione avviata alla produzione in serie, sono stati costruiti 9 aerei di prima versione.
Il-78M
sviluppo caratterizzato dalla struttura rinforzata, da un'apertura alare ed altre misure maggiorate e da un peso massimo al decollo portato a 210 tonnellate. Attualmente (nell'ottobre 2010) sono stati costruiti 17 aerei di seconda versione.

### Il-78M2
Versione aggiornata di Il-78 ed Il-78M con primo velivolo consegnato il 25 agosto 2019. L'ammodernamento riguarda i sistemi di volo e di navigazione, le comunicazioni, i sistemi difensivi, l'illuminazione e le apparecchiature più obsolete, operazioni che estendono la vita operativa dei velivoli a 40 anni.
Il-78MK
sviluppo caratterizzato dalla possibilità di conversione in un aereo cargo togliendo le cisterne dall'aereo, inoltre questo aereo potrebbe effettuare il rifornimento a terra di 4 aerei in contemporanea, in un volo può rifornire 3 aerei.
Il-78MKI
la versione personalizzata del Il-78MK per esportazione in India.

### Il-78M-90A (Il-478)
Versione aggiornata basata sul Il-76MD-90A. Primo volo il 25 gennaio 2018. Il 12 dicembre 2020, è stato ratificato un ordine per 10 Il-78M-90A, con produzione in serie a partire dal 2021. Equipaggiata con propulsori di nuova generazione Aviadvigatel' Pavel Solov'ëv PS-90А-76 e glass cockpit, ha un raggio d'azione del 18% superiore alle precedenti versioni con una diminuzione del consumo di carburante di circa il 15% ed un carico utile incrementato da 48 a 60 tonnellate.

## Utilizzatori

### Militari
Algeria

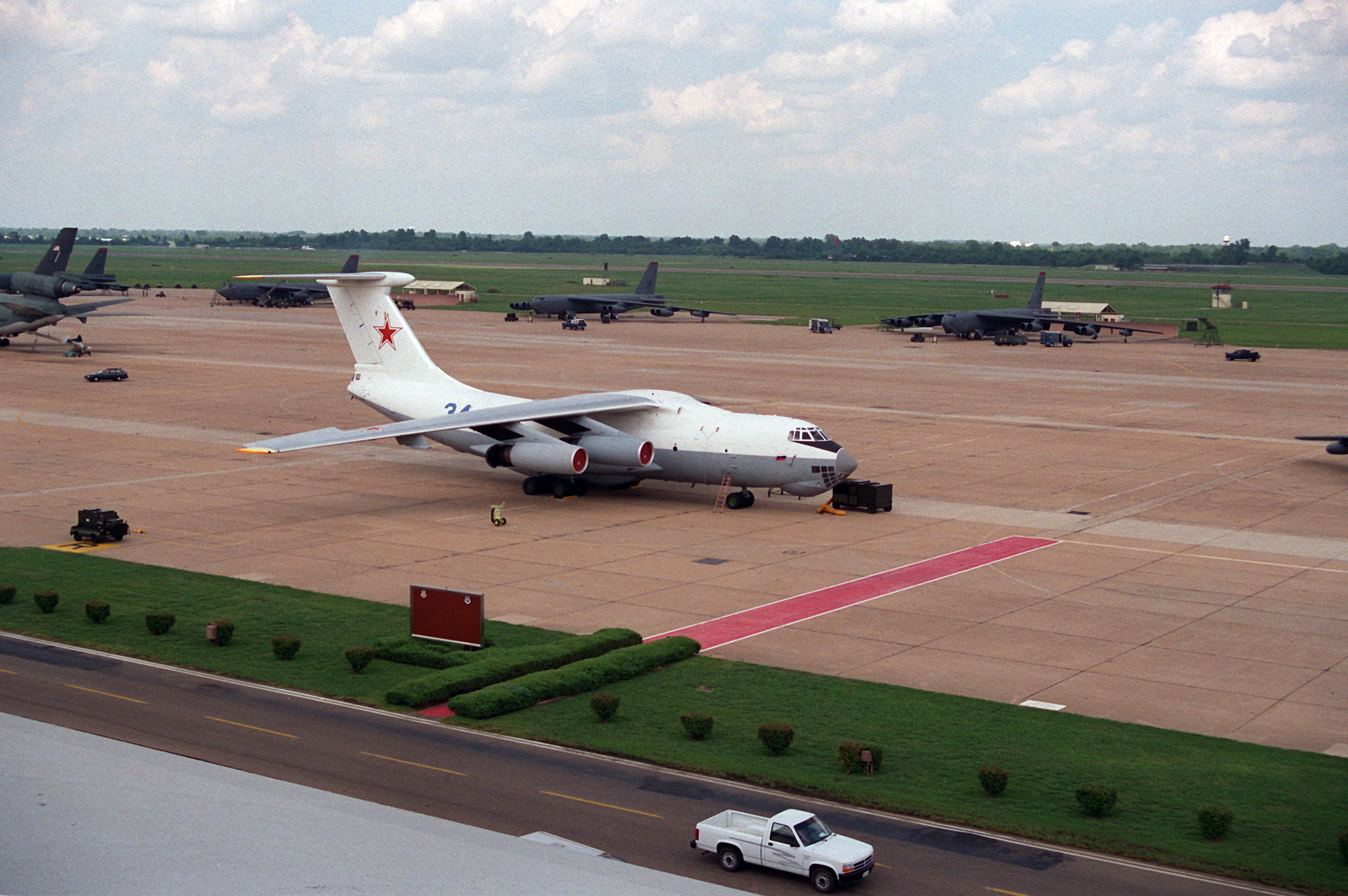
Un esemplare della russa Voenno-vozdušnye sily Rossijskoj Federacii in sosta presso la base aerea di Barksdale, nella Louisiana; 19 agosto 1994.

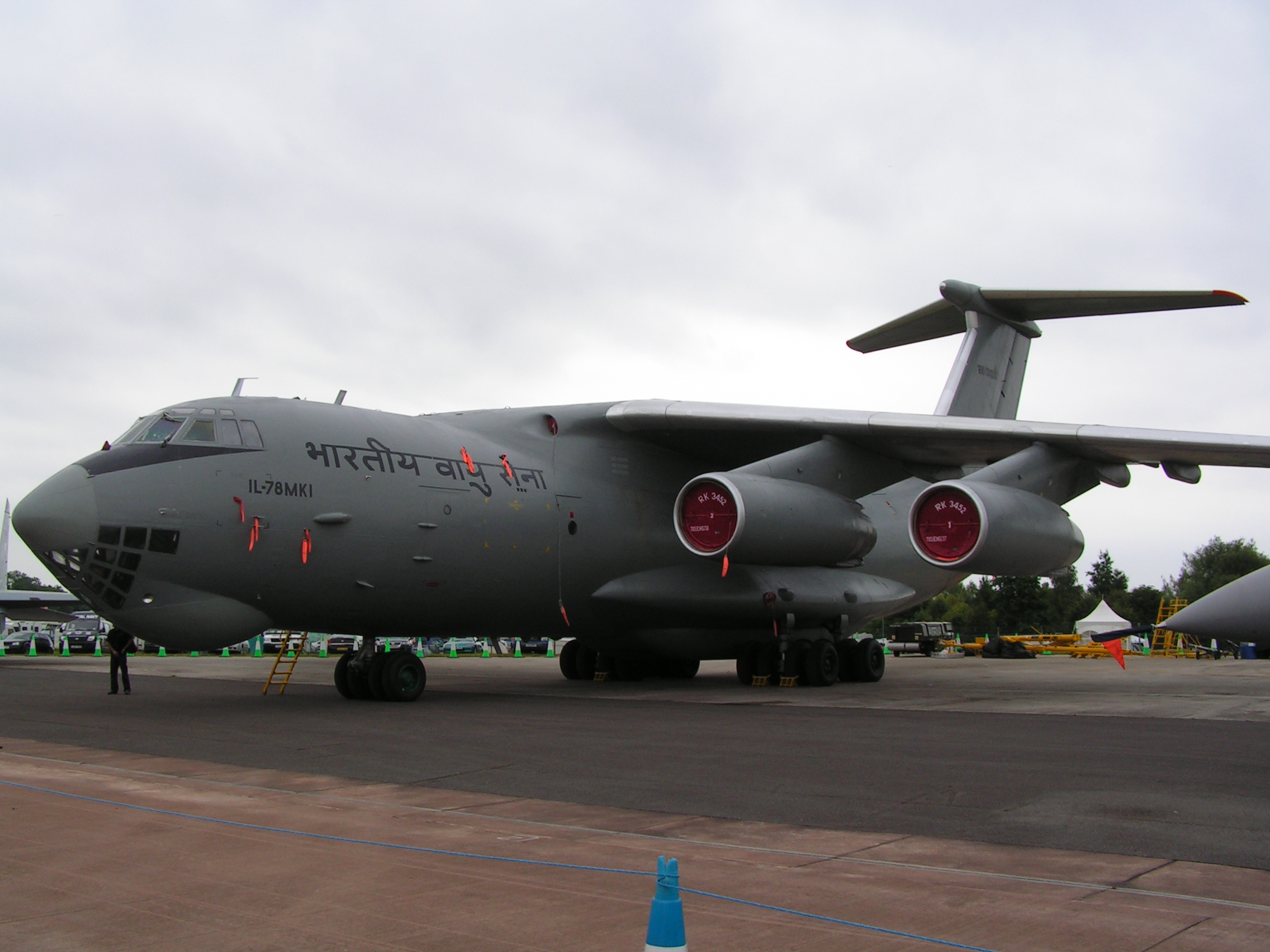
Un Il-78MKI in servizio con l'indiana Bhartiya Vāyu Senā.

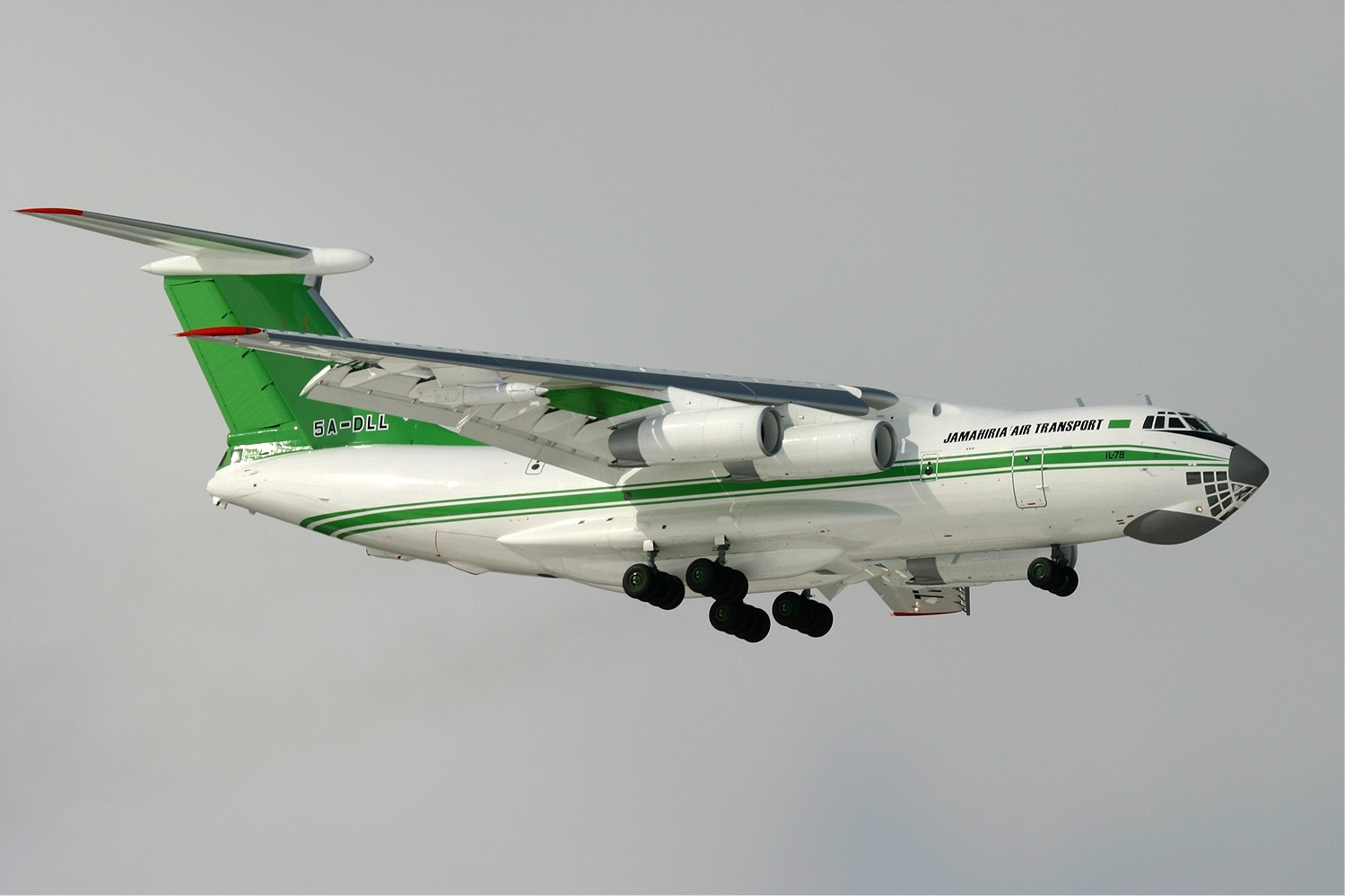
Il-78 della Al-Quwwat al-Jawwiyya al-Libiyya.

- Al-Quwwat al-Jawwiyya al-Jaza'iriyya

6 Il-78M/T acquistati dall'Ucraina nel 2001, 4 in servizio al settembre 2018.
 Cina
- Zhōngguó Rénmín Jiěfàngjūn Kōngjūn

3 Il-78MP consegnati e tutti in servizio al novembre 2018.
 India
- Bhartiya Vāyu Senā

7 Il-78MKI consegnati. I 6 esemplari di Ilyushin Il-78MKI in servizio al maggio 2019, saranno sottoposti ad una revisione ed una parziale modernizzazione in base ad un contratto del valore di 80 milioni di dollari firmato tra la società PJSC Ilyushin e Nuova Delhi.
 Libia
- Al-Quwwat al-Jawwiyya al-Libiyya

opera con 1 esemplare di Ilyushin Il-78
 Pakistan
- Pakistani Fida'iyye

4 Il-78MK acquistati nel 2006 dall'Ucraina, e consegnati nel 2009-2012 dopo un radicale ammodernamento.
 Russia
- Voenno-vozdušnye sily Rossijskoj Federacii

opera con 20 esemplari di Ilyushin Il-78M al dicembre 2017 ed almeno 1 Il-78M2 a settembre 2019. Ulteriori 10 Il-78M-90A ordinati a dicembre 2020.
 Ucraina
- Viys'kovo-Povitriani Syly Ukrayiny

opera con 8 esemplari.

### Civili
Stati Uniti
- North American Tactical Aviation, Inc.

opera con alcuni Il-78 come outsourcing in operazioni con varie agenzie dell'United States Department of Defense.